# Ghaziabad
Ghaziabad (Hindi: ग़ाज़ियाबाद, urdu: غازی آباد) es una ciudad industrial de la India situada en el estado de Uttar Pradesh, a orillas del río Hindon, al norte del país. Está a 19 km al este de Delhi y 46 km al suroeste de Meerut. La ciudad alberga la sede del distrito de Ghaziabad. En 2011 la ciudad tenía 1.648.643 habitantes.